# Shirley Stobs
Shirley Stobs (n. 20 mai 1942, Miami, Florida, SUA) este o înotătoare americană, medaliată olimpică. A participat la o ediție a Jocurilor Olimpice (1960) în care a câștigat două medalii de aur.